# Sofiane Khadir
Sofiane Khadir est un footballeur algérien né le 3 août 1994 à Oran. Il évolue au poste d'arrière droit au MO Constantine.

## Palmarès
- Champion d'Algérie en 2018 avec le CS Constantine.
- Vainqueur de la Supercoupe d'Algérie en 2014 avec le MC Alger.
- Finaliste de la Supercoupe d'Algérie en 2015 avec le MO Béjaïa.
- Finaliste de la Supercoupe d'Algérie en 2018 avec le CS Constantine.